# Karshomyia speciosa
Karshomyia speciosa är en tvåvingeart som beskrevs av Ephraim Porter Felt 1913. Karshomyia speciosa ingår i släktet Karshomyia och familjen gallmyggor. Inga underarter finns listade i Catalogue of Life.